# Dreiband-Weltmeisterschaft 1992
Die Dreiband-Weltmeisterschaft 1992 wurde als inoffizielle Dreiband-Weltmeisterschaft, die seit 1928 in der Karambolagevariante Dreiband ausgetragen.
Auf der UMB-Generalversammlung am 15. Oktober 2022 in Valencia wurde beschlossen die Weltmeisterschaften 1992 und 1993 als inoffizielle Weltmeisterschaften zu werten. Damit haben Torbjörn Blomdahl 1992 und Sang Chun Lee 1993 inoffiziell den Titel gewonnen.

## Turnierdetails
1992 fand die WM in Form von sechs Weltcup-Turnieren statt. Es waren die Weltcups in
1. Oosterhout (Niederlande) 1.–4. Oktober,
2. Gent (Belgien) 28.–31. Oktober,
3. Berlin (Deutschland) 13.–15. November,
4. Orléans (Frankreich) 20.–22. November,
5. Palma (Spanien) 9.–13. Dezember
6. und das Finale in Tokio (Japan) 2.–6. Dezember.

Insgesamt starteten 71 Dreiband-Akteure bei den sechs Turnieren.
Mit 2.000 waren die meisten Zuschauer in Tokio anwesend. Insgesamt besuchten 8.200 Zuschauer die Turniere.
Es wurden für die Turniere Weltranglistenpunkte vergeben (siehe Punkteschlüssel). Der Punktbeste aus allen Turnieren war der neue Weltmeister. Klarer Sieger wurde 1992 mit 270 Punkten der Schwede Torbjörn Blomdahl vor Raymond Ceulemans und dem US-Amerikaner Sang Chun Lee.
Erst auf der UMB-Generalversammlung am 15. Oktober 2020 in Valencia wurde die Weltmeisterschaft offiziell anerkannt.

## Punkteschlüssel
| Platz | Punkte |
| ----- | ------ |
| 1.    | 60     |
| 2.    | 45     |
| 3.    | 30     |
| 4.    | 24     |
| 5.    | 21     |
| 6.    | 18     |
| 7.    | 15     |
| 8.    | 12     |

## Ergebnisse
| Ergebnisse Einzelturniere | Ergebnisse Einzelturniere | Ergebnisse Einzelturniere | Ergebnisse Einzelturniere | Ergebnisse Einzelturniere | Ergebnisse Einzelturniere | Ergebnisse Einzelturniere | Ergebnisse Einzelturniere |
| Jahr                      | Ort                       | Sieger                    | GD                        | Platz 2                   | GD                        | Platz 3                   | GD                        |
| ------------------------- | ------------------------- | ------------------------- | ------------------------- | ------------------------- | ------------------------- | ------------------------- | ------------------------- |
| 1992/1                    | Oosterhout                | Rini van Bracht           | 1,488                     | Frédéric Caudron          | 1,215                     | Torbjörn Blomdahl         | 1,756                     |
| 1992/2                    | Gent                      | Sang Chun Lee             | 1,578                     | Ludo Dielis               | 1,505                     | Raymond Ceulemans         | 1,469                     |
| 1992/3                    | Berlin                    | Torbjörn Blomdahl         | 1,796                     | Dick Jaspers              | 1,413                     | José Paniagua             | 1,181                     |
| 1992/4                    | Orléans                   | Raymond Ceulemans         | 1,492                     | Junichi Komori            | 1,248                     | Torbjörn Blomdahl         | 1,432                     |
| 1992/5                    | Tokio                     | Torbjörn Blomdahl         | 2,204                     | Raymond Ceulemans         | 1,396                     | Richard Bitalis           | 1,424                     |
| 1992/6                    | Palma                     | Torbjörn Blomdahl         | 1,658                     | Sang Chun Lee             | 1,648                     | Raymond Ceulemans         | 1,441                     |

| Endstand Weltmeisterschaft 1992 | Endstand Weltmeisterschaft 1992 | Endstand Weltmeisterschaft 1992 | Endstand Weltmeisterschaft 1992 | Endstand Weltmeisterschaft 1992 | Endstand Weltmeisterschaft 1992 | Endstand Weltmeisterschaft 1992 | Endstand Weltmeisterschaft 1992 | Endstand Weltmeisterschaft 1992 | Endstand Weltmeisterschaft 1992 |
| Jahr                            | Gold                            | Punkte                          | GD                              | Silber                          | Punkte                          | GD                              | Bronze                          | Punkte                          | GD                              |
| ------------------------------- | ------------------------------- | ------------------------------- | ------------------------------- | ------------------------------- | ------------------------------- | ------------------------------- | ------------------------------- | ------------------------------- | ------------------------------- |
| 1992                            | Torbjörn Blomdahl               | 270                             | 1,716                           | Raymond Ceulemans               | 192                             | 1,412                           | Sang Chun Lee                   | 164                             | 1,511                           |